# Embuscade de la Croix de la Jette
L'embuscade de la Croix de la Jette est une opération montée le 3 août 1944 à Bazaiges, dans l'Indre, par la Résistance intérieure française contre l'armée d'occupation allemande.

## Contexte
L'embuscade est une des suites des évènements du massacre d'Argenton-sur-Creuse.  Le 9 juin 1944, la Résistance attaque un train de carburant près de la gare. Les soldats allemande qui le gardent sont faits prisonniers. Quelques heures plus tard, une colonne de la 2e division SS Das Reich commence une opération de répression sur la population. Le chef de la Résistance, le lieutenant-colonel Roland Despains, fait évacuer les prisonniers, qui   sont conduits aux environs de Dampierre (Indre). La ferme où ils sont retenus est attaquée le  28 juillet par une unité de la colonne de répression Stenger qui les libère. Des résistants de l'Armée Secrète, dont trois officiers, et des civils sont abattus. Ce massacre entraîne une vive réprobation et la colère des résistants de la région qui veulent venger leurs morts.
Les maquisards de Saint-Benoît-du-Sault (Indre) surveillent le barrage d'Éguzon qui est gardé par un important détachement allemand.
Depuis 1942, les pylônes des lignes à haute tension partant d'Eguzon font l'objet d'attaques répétées. Pour les Allemands, le barrage est d'intérêt stratégique. Après chaque destruction de pylône, ils veulent rétablir au plus vite la circulation du courant. Une section de pionniers électriciens du génie allemand est venue à cet effet de Bordeaux pour réparer lignes et pylônes. Elle doit intervenir très souvent et sortir du périmètre de défense du barrage. Comme les pylônes sont, dans le secteur, les seuls jusqu'ici visés par la Résistance, et de nuit seulement, les pionniers assurent eux-mêmes  leur protection, sans moyens d'appui.
Le chef du maquis FTP, le commandant Henri Lathière, alias Tito, estime qu'il tient là un moyen d'effectuer une opération de représailles après l'affaire de Dampierre.

## L'embuscade
Tito est un ancien adjudant-chef des goumiers marocains, prudent et expérimenté. Il consulte le lieutenant-colonel Despains et le commandant Percy Mayer, qui ne font pas d'objections.
Il dispose d'une bonne source d'information : la section se déplace dans un camion loué, dont le chauffeur, un Français du pays, a été réquisitionné. Tito est ainsi informé d'une intervention de la section, le 3 août, près de Bazaiges. Il recommande au chauffeur de disparaître quelques jours avec sa famille, mais celui-ci n'en fait rien, persuadé que les résistants n'oseront pas attaquer un groupe armé d'Allemands.
Tito monte l'embuscade en haut d'une côte sur la route départementale 36, au croisement de la route de Bazaiges, au lieu-dit la Croix de la Jette, près  du hameau de la Ligne. Il a constitué un groupe de résistants, fortement armé de cinq fusils mitrailleurs, d'un lance-roquette antichar et de plus de vingt carabines et pistolets mitrailleurs.
Il adopte une position classique : lance-roquette en enfilade, trois fusils mitrailleurs en tir croisé, carabines et mitraillettes en appui, les deux autres fusils mitrailleurs couvrant le repli.
À l'approche du camion, le feu est ouvert. La roquette rate son but, mais les fusils mitrailleurs immobilisent le camion . Les soldats répliquent et tuent un maquisard. Pris par surprise, ils ne peuvent se déployer hors du camion et sont en quelques instants entièrement neutralisés, avec dix-huit tués et cinq blessés. Le chauffeur français est mort aussi. Les résistants cachent dans les vignes le corps de leur camarade mort au feu et se replient aussitôt.

## Les morts côté français
- Georges André, né le 3 juin 1923 à Saint-Raphaël (Var), domicilié à Paris, mort pour la France à 21 ans.
- Marcel Pinardon, né le 19 décembre 1906 à Saint-Sébastien (Creuse), domicilié à Éguzon-Chantôme, victime de guerre.

## Mémorial
Une stèle a été érigée sur le lieu de l'embuscade, à la mémoire du résistant et du chauffeur.

## Les suites
On aurait pu s'attendre à de graves représailles, mais il n'en sera rien. La garnison allemande du barrage est entièrement mobilisée sur son objectif de protection des installations, et hésite à intervenir à l'extérieur de son périmètre défensif. La section du génie est détruite ; en ce début d'août 1944, alors que les lignes de défense allemandes commencent à s'effondrer en Normandie, elle ne peut être remplacée. Les quelques sorties pour réparations se font désormais sous forte escorte et la surveillance d'un avion mouchard.
L’embuscade affecte aussi lourdement le moral de la garnison. Celle-ci, qui n'avait eu aucune perte notable depuis 1942, se sent isolée et enregistre d'un seul coup la perte de plus de 10 % de son effectif. Leur moral en fut très atteint. Ils seraient de plus en plus menacés aux portes de leurs cantonnements. L'atteinte au moral des Allemands fut telle qu'ils ne se hasardaient plus sur les lieux des sabotages qu'avec une très forte escorte.
Cette crainte aura tous son effet deux semaines plus tard. La garnison abandonne le barrage le 19 août, sans procéder à aucune destruction. Elle sauve ses canons antiaériens, mais ne peut partir sans l'appui d'une forte escorte venue de  Châteauroux. Le commando du lieutenant-colonel Obolensky, parachuté quelques jours avant l'évacuation du barrage, et les résistants locaux l'ont assurée que si elle se retirait sans procéder à des destructions, elle ne serait pas attaquée à son départ. Ce fut fait, et le barrage sauvé.

## Sources
- Georgette Guéguen-Dreyfus et Bernard Leroux, Résistance Indre et vallée du Cher, 1972.
- Jean-Pierre Thibaudeau, "Le barrage d'Eguzon, enjeu stratégique (1941-1944), la bataille de l'électricité dans l'Indre", p. 57-88, ASPHARESD, bulletin n° 19, 2005.
- Daniel Paquet, Ma Résistance, p. 132-134, Point d'Aencrage et Cercle d'histoire d'Argenton, 2016,   (ISBN 2-911853-23-7).
- Michel Gorand, Morts en été 1944 dans l'Indre pour la liberté, p. 92, 2017.